# Catedral de Basilea
La catedral de Basilea (en alemany Basler Münster) és un dels edificis més representatius de la ciutat de Basilea, Suïssa. L'església es va construir en estil romànic tardà i va ser parcialment derruïda durant el terratrèmol de Basilea de 1356, essent posteriorment reconstruïda en estil gòtic per Johannes Gmünd, i ampliada el 1421 per l'arquitecte Ulrich von Ensingen. La torre sud es va acabar el 1500 per Hans von Nußdorf.
L'edifici, reconstruït a finals del segle xiv després del terratrèmol, es caracteritza per les seves dues torres de la façana de pedra de gres: la torre nord o Georgsturm (torre de Sant Jordi) de 64,2 m i la torre sud o Martinsturm (torre de Sant Martí) de 62,7 m.
Inicialment catòlica, avui és una església evangèlica des de la Reforma protestant que es va implantar a Basilea en 1529. En el seu interior es troben enterrats Erasme de Rotterdam i Jakob Bernoulli, entre d'altres.

## Història
Es creu que el pujol on se situa la catedral ha estat edificat almenys des del segle I a. C., amb un petit temple que posteriorment va ser suplantat per un campament romà. A principis del s. XI el bisbe Adalbert II ordena la construcció d'una catedral de tres naus. La catedral es va acabar cap al 1225, en estil romànic tardà. Després del terratrèmol es van esfondrar cinc torres i diverses parts de l'edifici, que van ser reconstruïdes en el nou estil gòtic, i en 1363 es consagra l'altar principal de la nova catedral. En 1421 Ulrich von Ensingen —constructor de les torres Ulm i Estrasburg— inicia l'ampliació de la torre nord, finalitzada el 1429 i que es completa el 23 de juliol de 1500, a càrrec d'Hans von Nussdorf. Des de llavors s'han realitzat diverses reformes menors, incloent el tancament de la cripta i la seva reobertura en 1975.

Catedral de Basilea - Basler Münster
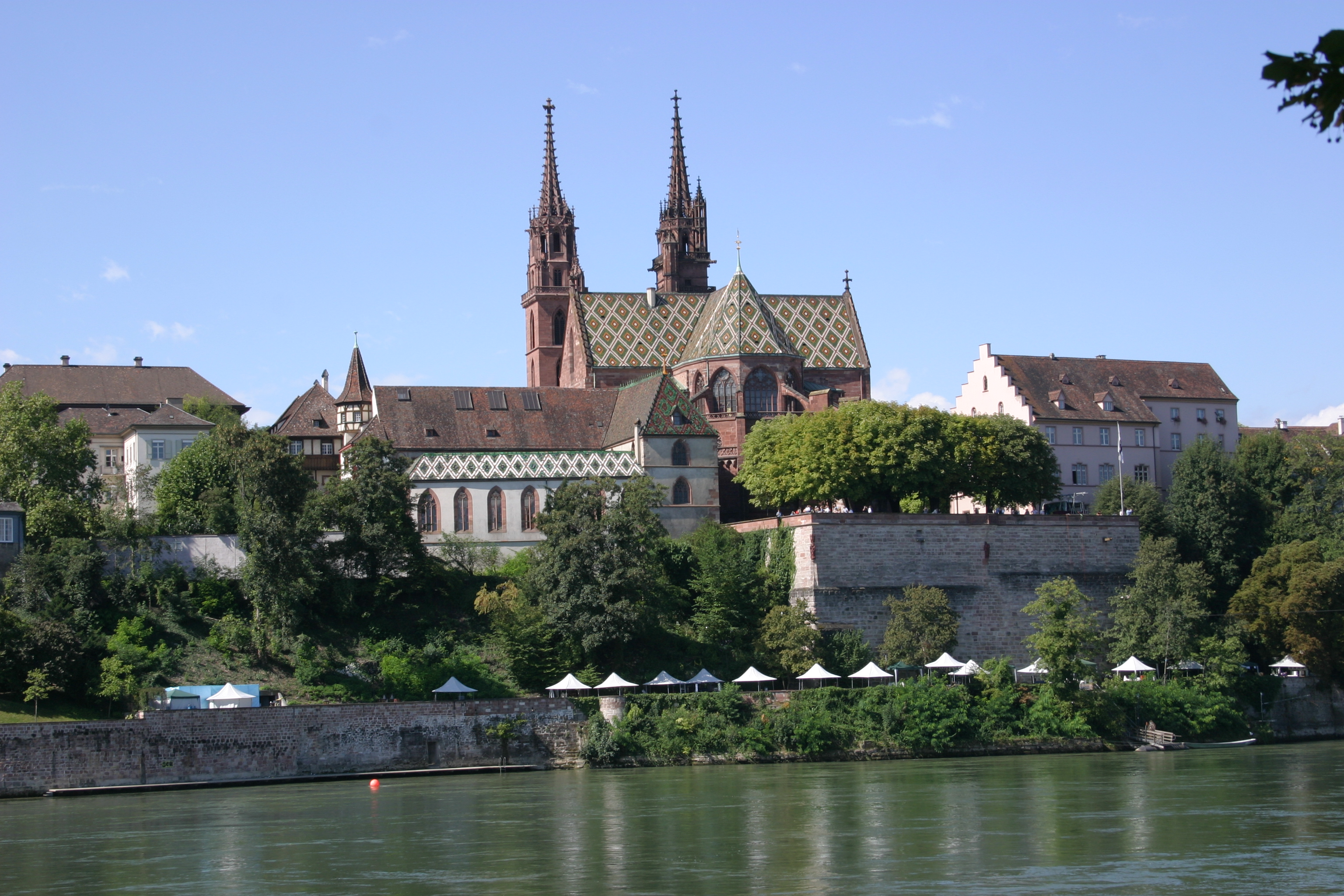
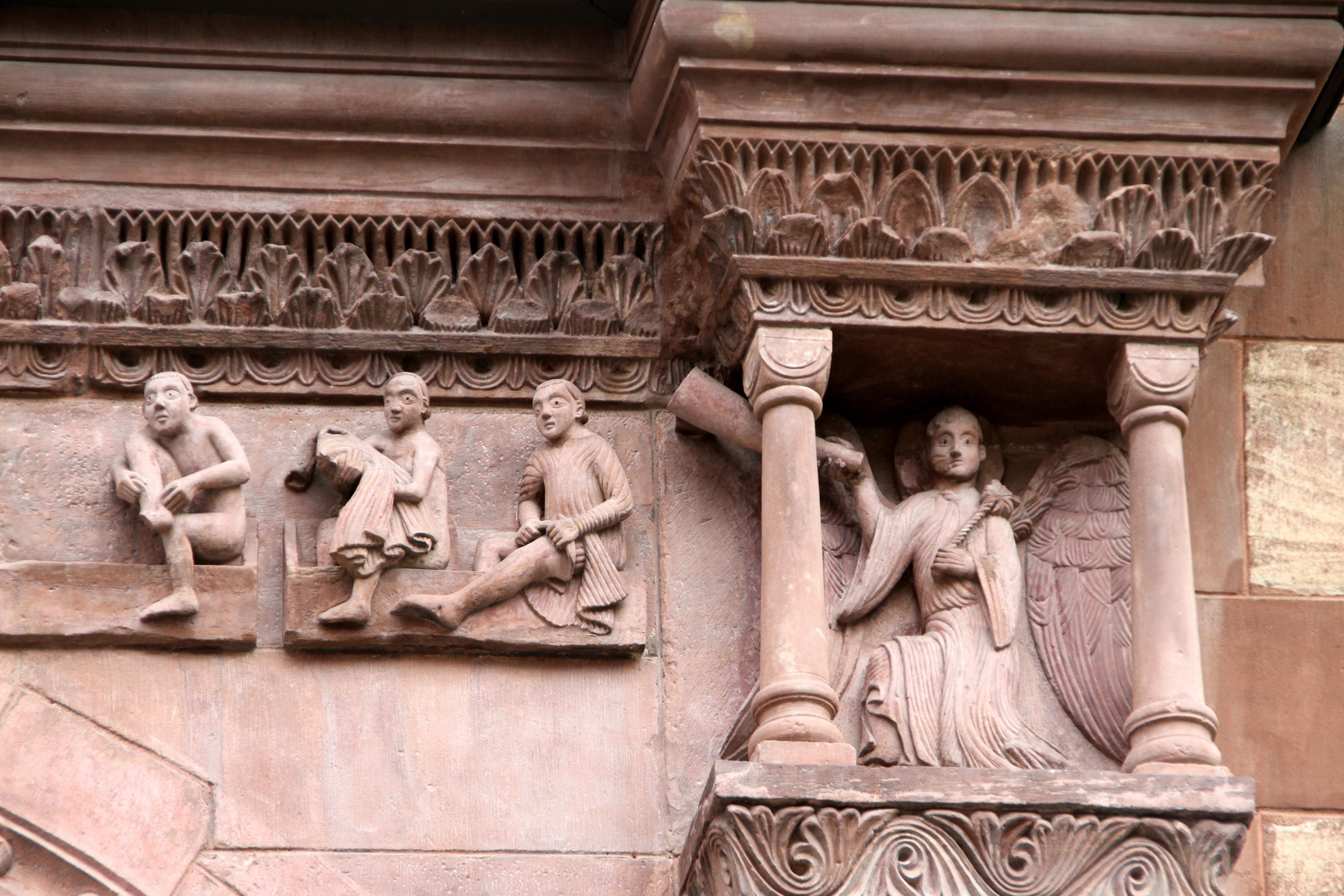
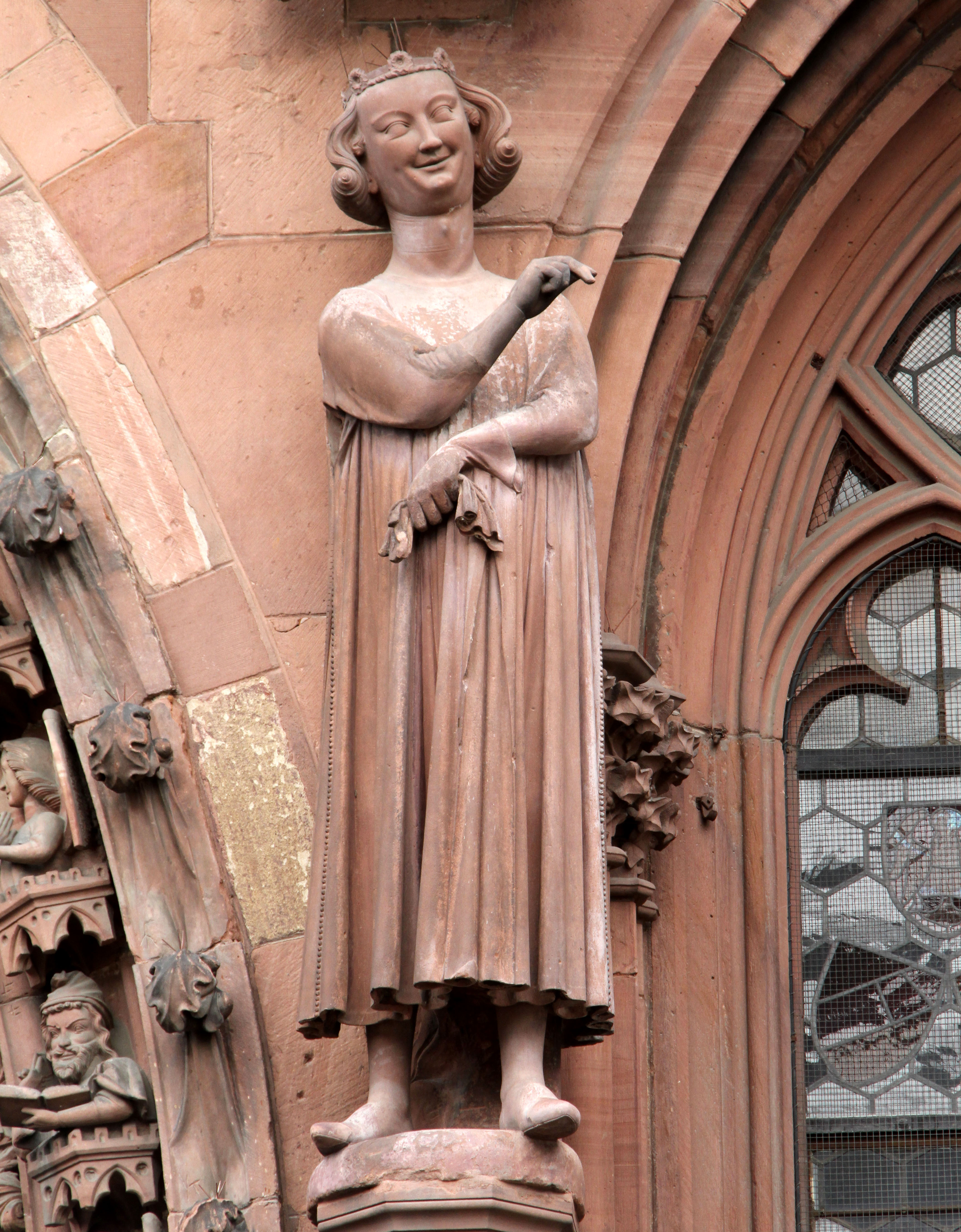
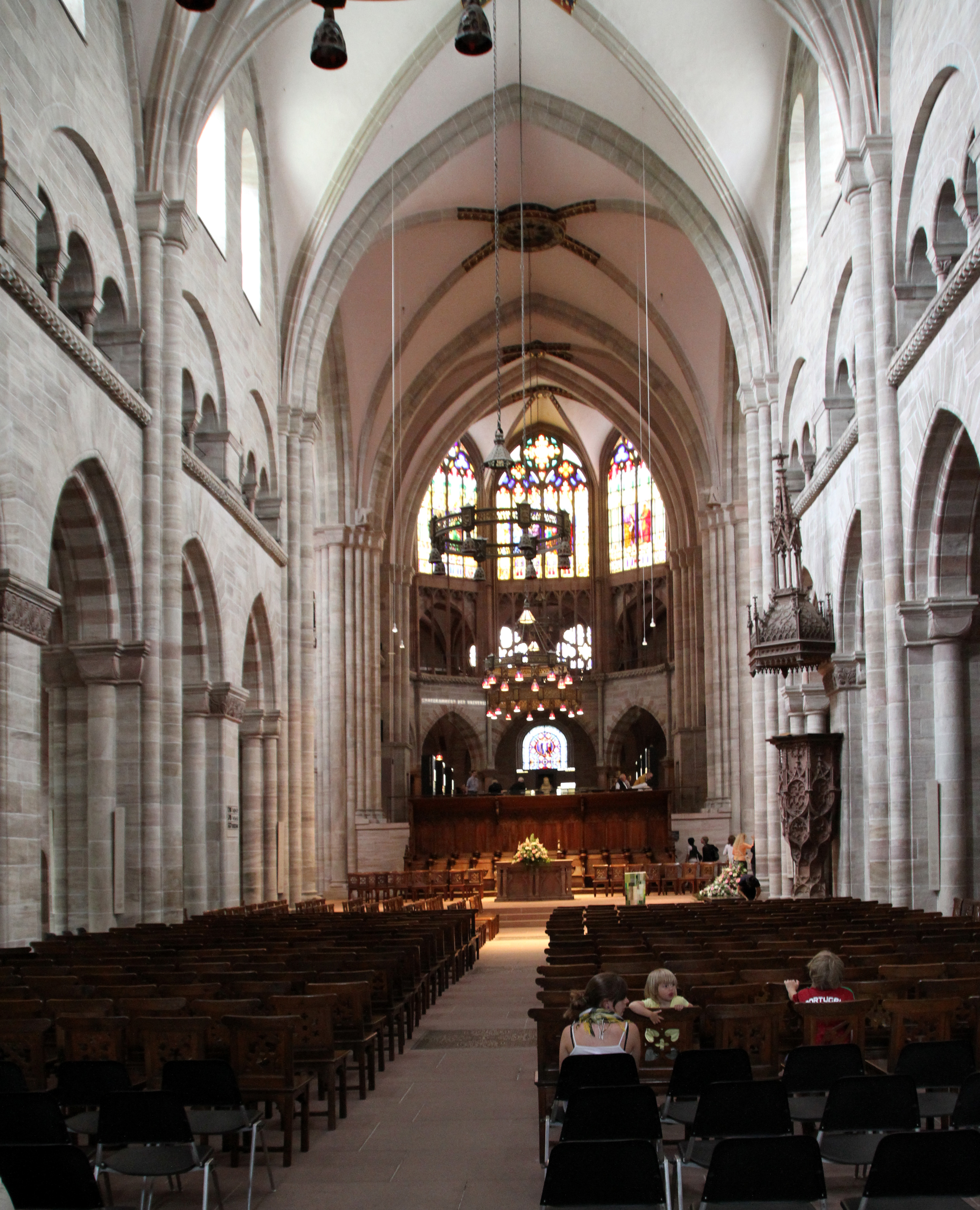
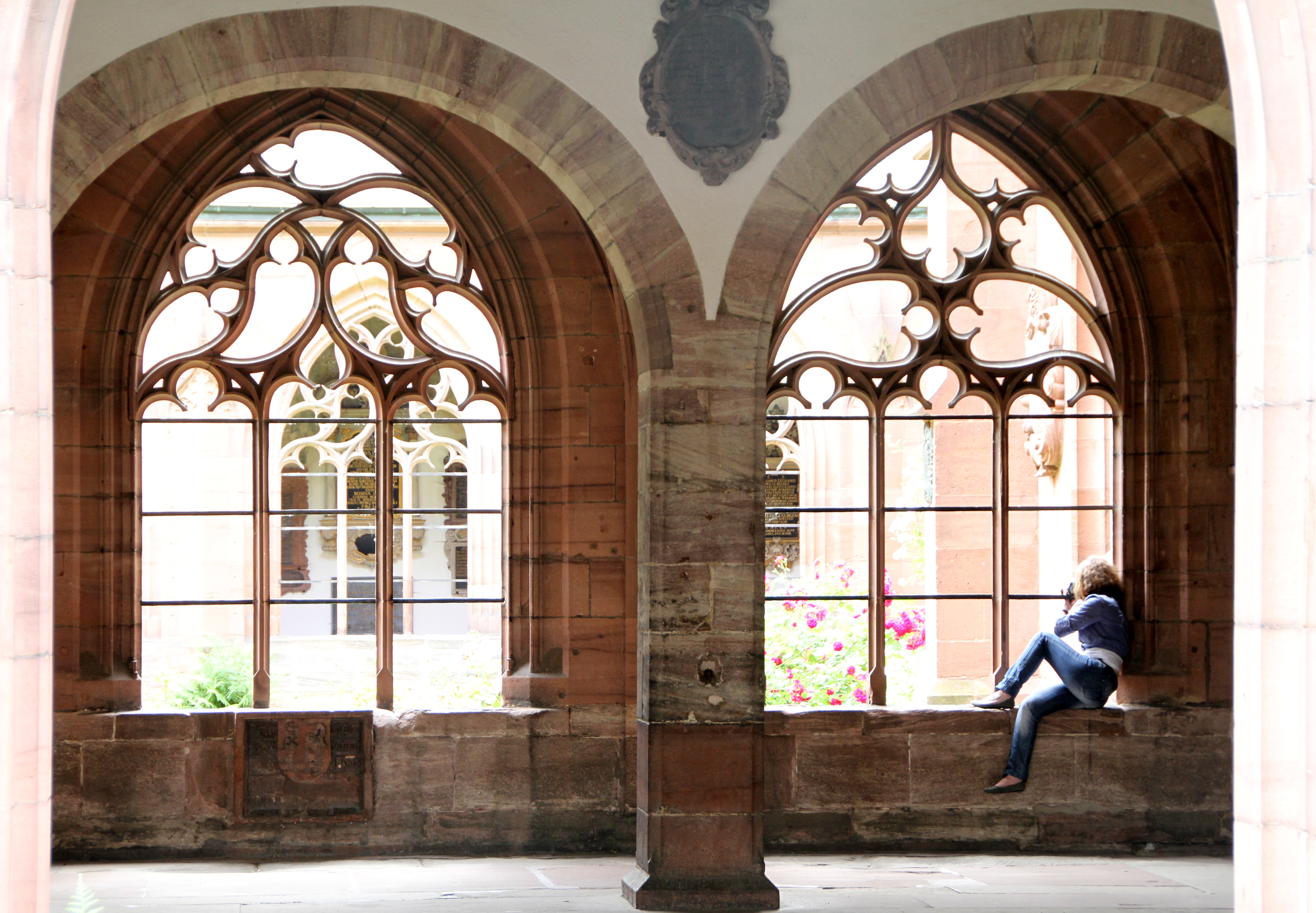
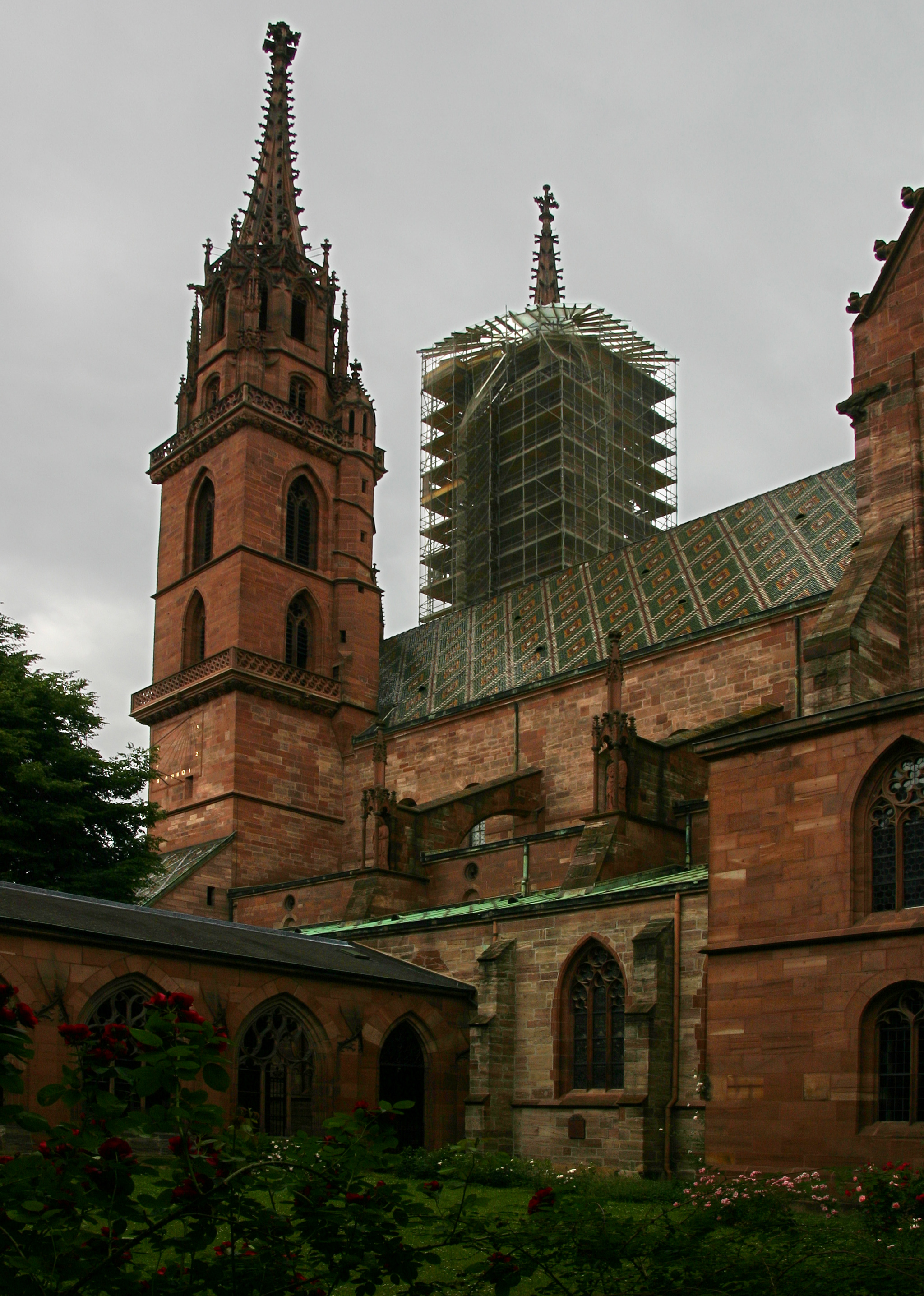